# Nottingham Open 2004 - Qualificazioni singolare
Le qualificazioni del singolare  del Nottingham Open 2004 sono state un torneo di tennis preliminare per accedere alla fase finale della manifestazione. I vincitori dell'ultimo turno sono entrati di diritto nel tabellone principale. In caso di ritiro di uno o più giocatori aventi diritto a questi sono subentrati i lucky loser, ossia i giocatori che hanno perso nell'ultimo turno ma che avevano una classifica più alta rispetto agli altri partecipanti che avevano comunque perso nel turno finale.
Le qualificazioni del torneo Nottingham Open 2004 prevedevano 32 partecipanti di cui 4 sono entrati nel tabellone principale.

## Teste di serie
1. Thomas Johansson (Qualificato)
2. Lee Childs (Qualificato)
3. Aisam-ul-Haq Qureshi (Qualificato)
4. Alex Bogdanović (Qualificato)

1. Tasuku Iwami (primo turno)
2. Chris Guccione (secondo turno)
3. Sebastian Fitz (ultimo turno)
4. Satoshi Iwabuchi (ultimo turno)

## Qualificati
1. Thomas Johansson
2. Lee Childs

1. Aisam-ul-Haq Qureshi
2. Alex Bogdanović

## Tabellone

### Legenda
| - Q = Qualificato - WC = Wild card - LL = Lucky loser | - ALT = Alternate - SE = Special Exempt - PR = Protected Ranking | - w/o = Walkover - r = Ritirato - d = Squalificato |

### Sezione 1
|  | Primo turno    | Primo turno      | Primo turno      | Primo turno | Primo turno |  |  | Secondo turno | Secondo turno    | Secondo turno    | Secondo turno    | Secondo turno    |   |   | Ultimo turno | Ultimo turno     | Ultimo turno     | Ultimo turno | Ultimo turno |  |
|  |                |                  |                  |             |             |  |  |               |                  |                  |                  |                  |   |   |              |                  |                  |              |              |  |
|  | 1              | Thomas Johansson | Thomas Johansson | 6           | 7           |  |  |               |                  |                  |                  |                  |   |   |              |                  |                  |              |              |  |
|  |                | Nathan Healey    | Nathan Healey    | 3           | 63          |  |  | 1             | Thomas Johansson | Thomas Johansson | 6                | 6                |   |   |              |                  |                  |              |              |  |
|  | Raven Klaasen  | Raven Klaasen    | 7                | 4           | 7           |  |  |               | Raven Klaasen    | Raven Klaasen    | 3                | 1                |   |   |              |                  |                  |              |              |  |
|  | Tom Rushby     | Tom Rushby       | 63               | 6           | 5           |  |  |               |                  |                  |                  |                  |   |   | 1            | Thomas Johansson | Thomas Johansson | 6            | 6            |  |
|  | David Sherwood | David Sherwood   | David Sherwood   | 6           | 6           |  |  |               |                  | 8                | Satoshi Iwabuchi | Satoshi Iwabuchi | 4 | 3 |              |                  |                  |              |              |  |
|  | Miles Kasiri   | Miles Kasiri     | Miles Kasiri     | 4           | 2           |  |  |               | David Sherwood   | 1                | 7                | 2                |   |   |              |                  |                  |              |              |  |
|  | 8              | Satoshi Iwabuchi | Satoshi Iwabuchi | 6           | 6           |  |  | 8             | Satoshi Iwabuchi | 6                | 5                | 6                |   |   |              |                  |                  |              |              |  |
|  |                | Josh Goffi       | Josh Goffi       | 2           | 4           |  |  |               |                  |                  |                  |                  |   |   |              |                  |                  |              |              |  |

### Sezione 2
|  | Primo turno    | Primo turno    | Primo turno    | Primo turno | Primo turno |  |  | Secondo turno  | Secondo turno  | Secondo turno  | Secondo turno  | Secondo turno  |   |   | Ultimo turno | Ultimo turno | Ultimo turno | Ultimo turno | Ultimo turno |  |
|  |                |                |                |             |             |  |  |                |                |                |                |                |   |   |              |              |              |              |              |  |
|  | 2              | Lee Childs     | Lee Childs     | 6           | 6           |  |  |                |                |                |                |                |   |   |              |              |              |              |              |  |
|  |                | James Lloyd    | James Lloyd    | 2           | 2           |  |  | 2              | Lee Childs     | Lee Childs     | 6              | 6              |   |   |              |              |              |              |              |  |
|  | Jamie Murray   | Jamie Murray   | Jamie Murray   | 6           | 6           |  |  |                | Jamie Murray   | Jamie Murray   | 2              | 2              |   |   |              |              |              |              |              |  |
|  | Naim Lalji     | Naim Lalji     | Naim Lalji     | 4           | 2           |  |  |                |                |                |                |                |   |   | 2            | Lee Childs   | Lee Childs   | 6            | 6            |  |
|  | Daniel Kiernan | Daniel Kiernan | Daniel Kiernan | 6           | 7           |  |  |                |                |                | Daniel Kiernan | Daniel Kiernan | 3 | 4 |              |              |              |              |              |  |
|  | Jamie Baker    | Jamie Baker    | Jamie Baker    | 4           | 6           |  |  | Daniel Kiernan | Daniel Kiernan | Daniel Kiernan | 7              | 7              |   |   |              |              |              |              |              |  |
|  |                | James Auckland | 2              | 6           | 7           |  |  | James Auckland | James Auckland | James Auckland | 5              | 64             |   |   |              |              |              |              |              |  |
|  | 5              | Tasuku Iwami   | 6              | 2           | 62          |  |  |                |                |                |                |                |   |   |              |              |              |              |              |  |

### Sezione 3
|  | Primo turno      | Primo turno          | Primo turno          | Primo turno | Primo turno |  |  | Secondo turno | Secondo turno        | Secondo turno        | Secondo turno  | Secondo turno  |   |    | Ultimo turno | Ultimo turno         | Ultimo turno         | Ultimo turno | Ultimo turno |  |
|  |                  |                      |                      |             |             |  |  |               |                      |                      |                |                |   |    |              |                      |                      |              |              |  |
|  | 3                | Aisam-ul-Haq Qureshi | Aisam-ul-Haq Qureshi | 6           | 7           |  |  |               |                      |                      |                |                |   |    |              |                      |                      |              |              |  |
|  |                  | Ian Flanagan         | Ian Flanagan         | 3           | 63          |  |  | 3             | Aisam-ul-Haq Qureshi | Aisam-ul-Haq Qureshi | 6              | 6              |   |    |              |                      |                      |              |              |  |
|  | Nikki Peel       | Nikki Peel           | Nikki Peel           | 6           | 6           |  |  |               | Nikki Peel           | Nikki Peel           | 3              | 4              |   |    |              |                      |                      |              |              |  |
|  | Adam Lownsbrough | Adam Lownsbrough     | Adam Lownsbrough     | 0           | 0           |  |  |               |                      |                      |                |                |   |    | 3            | Aisam-ul-Haq Qureshi | Aisam-ul-Haq Qureshi | 6            | 7            |  |
|  | Michael Ouvarov  | Michael Ouvarov      | Michael Ouvarov      | 7           | 6           |  |  |               |                      | 7                    | Sebastian Fitz | Sebastian Fitz | 3 | 62 |              |                      |                      |              |              |  |
|  | Rameez Junaid    | Rameez Junaid        | Rameez Junaid        | 62          | 4           |  |  |               | Michael Ouvarov      | Michael Ouvarov      | 1              | 5              |   |    |              |                      |                      |              |              |  |
|  | 7                | Sebastian Fitz       | Sebastian Fitz       | 6           | 6           |  |  | 7             | Sebastian Fitz       | Sebastian Fitz       | 6              | 7              |   |    |              |                      |                      |              |              |  |
|  |                  | Faris Khatib         | Faris Khatib         | 3           | 1           |  |  |               |                      |                      |                |                |   |    |              |                      |                      |              |              |  |

### Sezione 4
|  | Primo turno    | Primo turno     | Primo turno     | Primo turno | Primo turno |  |  | Secondo turno | Secondo turno   | Secondo turno | Secondo turno | Secondo turno |   |   | Ultimo turno | Ultimo turno    | Ultimo turno    | Ultimo turno | Ultimo turno |  |
|  |                |                 |                 |             |             |  |  |               |                 |               |               |               |   |   |              |                 |                 |              |              |  |
|  | 4              | Alex Bogdanović | Alex Bogdanović | 6           | 7           |  |  |               |                 |               |               |               |   |   |              |                 |                 |              |              |  |
|  |                | Frank Moser     | Frank Moser     | 1           | 5           |  |  | 4             | Alex Bogdanović | 68            | 6             | 6             |   |   |              |                 |                 |              |              |  |
|  | Jimy Szymanski | Jimy Szymanski  | Jimy Szymanski  | 7           | 7           |  |  |               | Jimy Szymanski  | 7             | 3             | 1             |   |   |              |                 |                 |              |              |  |
|  | Chris Lewis    | Chris Lewis     | Chris Lewis     | 62          | 5           |  |  |               |                 |               |               |               |   |   | 4            | Alex Bogdanović | Alex Bogdanović | 6            | 6            |  |
|  | Mark Hilton    | Mark Hilton     | 7               | 4           | 6           |  |  |               |                 |               | Mark Hilton   | Mark Hilton   | 1 | 2 |              |                 |                 |              |              |  |
|  | Andrew Banks   | Andrew Banks    | 5               | 6           | 2           |  |  |               | Mark Hilton     | 6             | 4             | 7             |   |   |              |                 |                 |              |              |  |
|  | 6              | Chris Guccione  | Chris Guccione  | 6           | 6           |  |  | 6             | Chris Guccione  | 4             | 6             | 5             |   |   |              |                 |                 |              |              |  |
|  |                | Travis Parrott  | Travis Parrott  | 2           | 3           |  |  |               |                 |               |               |               |   |   |              |                 |                 |              |              |  |